# Ernesto de Hohenberg
Ernesto de Hohenberg (Ernst Alfons Ignaz Franz Joseph Maria Anton von Hohenberg; 27 de maio de 1904 - 5 de março de 1954) foi o segundo filho do arquiduque Francisco Fernando da Áustria e de sua esposa Sofia, duquesa de Hohenberg, que foram assassinados em Sarajevo, em 1914.

## Vida

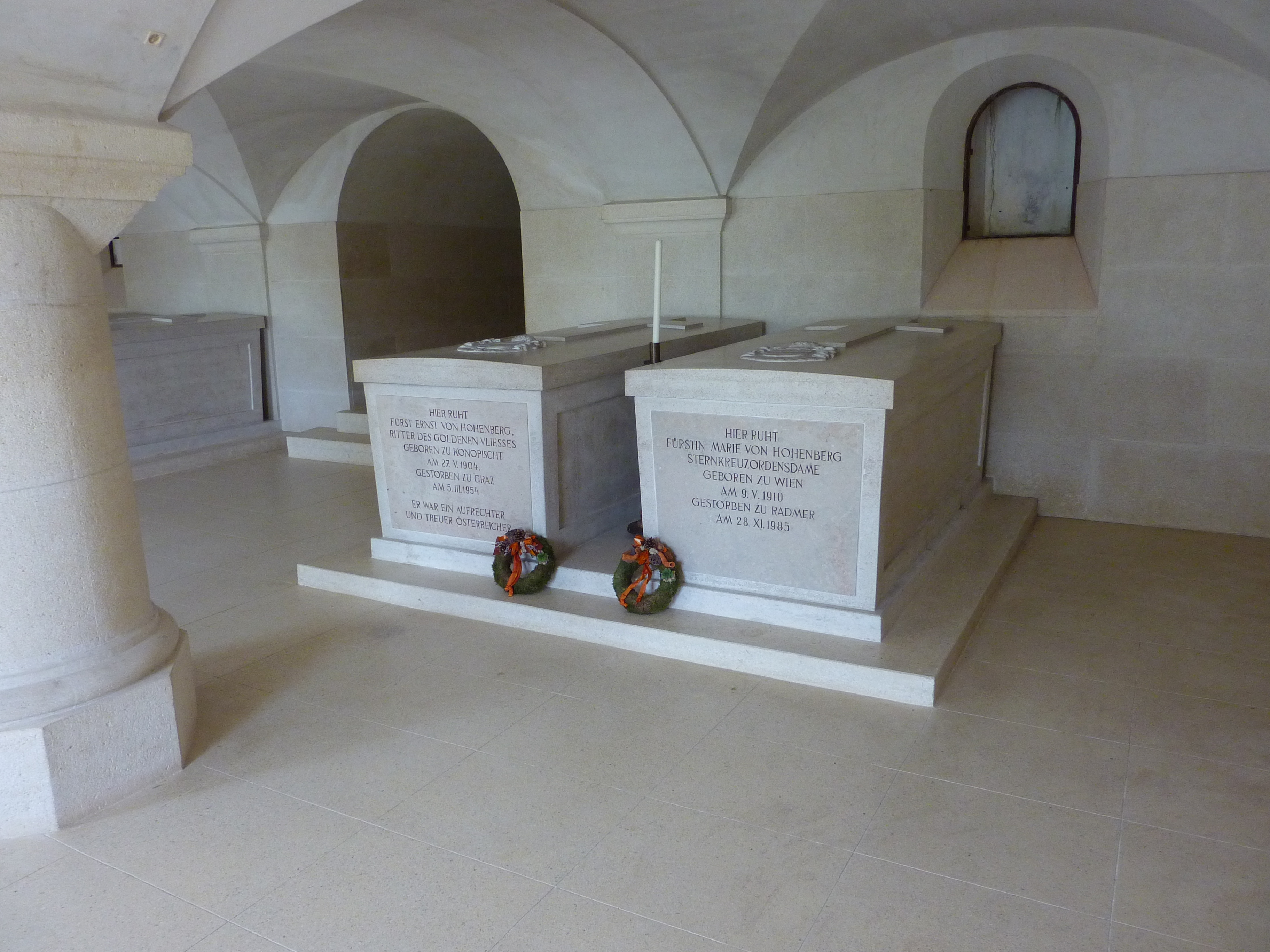
Sarcófago do príncipe Ernesto, com o de sua mulher à direita

O príncipe Ernesto nasceu na propriedade de seus pais em Konopiště, na Boêmia. A seguir ao assassinato de seus pais, que precipitou a Primeira Guerra Mundial, Ernesto e seus irmãos, Sofia e Maximiliano, foram levados por seu tio, o príncipe Jaroslav de Hohenstein.
No final de 1918, as suas propriedades na Tchecoslováquia, incluindo em Konopiště e Chlumec nad Cidlinou, foram confiscados. Os irmãos mudaram-se para Viena e o Castelo Artstetten.
Em 1938, após o Anschluss, alguns dos membros da família foram presos. O príncipe Ernesto, tendo falado a pró-monarquistas em reuniões e de ter publicamente sido contra o Anschluss, foi enviado ao campo de concentração de Dachau, com o seu irmão. Ernesto, posteriormente foi transferido para outros campos e libertado em 1943. As propriedade austríacas da família foram confiscadas em 1939, mas foram devolvidas em 1945. 

### Morte
O príncipe Ernesto morreu em Graz, na Áustria , em 1954, aos 49 anos. Está sepultado na cripta da família Hohenberg no Castelo Artstetten, na Baixa Áustria. Os restos de sua esposa estão em um sarcófago à direita dele.

## Casamento e decendência
O príncipe Ernesto se casou com Maria Teresa Wood (1910-1985), em 25 de maio de 1936, e o casal teve dois filhos, Francisco Maximiliano (1937-1978) e Ernesto Jorge (1944).